# 양응룡의 난
양응룡의 난(楊應龍之亂) 또는 파주의 역(播州之役), 귀주의 역(貴州之役)은 명나라 만력제 재위 19년(서기 1591년)부터 28년(서기 1600년)에 걸쳐 귀주에서 파주토사 양응룡이 주도해 일어난 반란이다. 만력제 때 일어난 세 번의 큰 전쟁인 만력삼대정 중 두 번째로 시작되었으며 가장 늦게 끝났다.